# Los Negros
Los Negros Island er den 3. største af Admiralitetsøerne. Den har betydning fordi den rummer den vigtigste lufthavn i Manus provinsen på sin østkyst ved Momote. Den har forbindelse til Lorengau, provinshovedstaden på Manus via en hovedvej og en bro. Den
er adskilt fra den større Manus ø af naturhavnen Seeadler Harbor.

## Historie
Los Negros var tidligere en japansk base under 2. verdenskrig, men blev udsat for et kraftigt angreb og landgang den 29. februar 1944 af allierede styrker under slaget om Los Negros, som var indledningen på Felttoget på Admiralitetsøerne.

Efter at den var blevet erobret blev Los Negros i løbet af foråret og sommeren 1944 omdannet til en vigtig luft- og flådebase, som blev anvendt af de allierede styrker indtil krigens slutning i 1945. De allierede byggede bl.a. en avanceret flådebase i Seeadler Harbour, en base for flyvebåde ved Lombrum Point 
og en udvidet flyveplads, som kunne betjene tunge fly, der blev bygget på Mokerang plantagen.